# Barquet
Barquet är en kommun i departementet Eure i regionen Normandie i norra Frankrike. Kommunen ligger i kantonen Beaumont-le-Roger som tillhör arrondissementet Bernay. År 2022 hade Barquet 449 invånare.

## Befolkningsutveckling
Antalet invånare i kommunen Barquet
Referens:INSEE